# Ставропольщина
Ставропольщина, Ставропільщина, Ставропілля — історико-географічний край, розташований у центральній частині Передкавказзя, між Кубанню на заході й Терщиною на південному сході, Доном і Калмикією на півночі і північному сході та землями кавказьких верховинців на південному заході.
Територія Ставропольщина покривається приблизно з колишньою Ставропольською областю (у межах 1861 — 1920 — 59 500 км²) і сучасним Ставропольським краєм (С. к.; 66500 км² без Карачаївсько-Черкеської Автономної Обл. — КЧАО), до якого входить майже вся колишня Ставропільська губернія і північно-західна частина колишньої Терської області. До 1930-х pp. була заселена українцями та росіянами і входила до складу української мішаної етнічної території.

## Географія краю
Більшу частину Ставропольщини займає Ставропольська височина, менша частина припадає до Прикаспійської низовини на сході краю, Кумо-Маницької западини на півночі. Крім того, на півдні розташовано район Кавказьких мінеральних вод і північні схили Великого Кавказу.
Клімат Ставропольщини помірно-континентальний на заході та більш континентальний і посушливий на сході. Температура січня від −4 до −6°С, липня + 22 — 25°С, вегетаційний період до 220 днів. Кількість атмосферних опадів від 600 мм у південно-західній частині й до 250 мм у північно-східній, сніговий настил незначний (10 — 15 см) і нестійкий.
Річки належать до сточищ Азовського й Каспійського морів; найбільші з них — Єгорлик, Калаус, Кума, Манич; на зах. притоки р. Кубані. Річки переважно використовують для зрошення. Ставропольщина має чимало невеликих, переважно солоних озер (найбільше Манич-Гудило).
У західній і центральній частині Ставропольщини переважають чорноземи й темно-каштанові ґрунти, на східній і північно-східній — світло-каштанові. Рослинність степова; вона змінюється залежно від вологості зі заходу й півдня на схід і північний-схід — з барвистого степу типчинно-ковилового до сухого-трав'яного, сухого і напівпустельного. У вологішій частині Ставропольської височини й на передгір'ї Кавказу поширений лісостеп з дубово-грабово-буковими лісами. Степ і Лісостеп майже розорані.

## Історія
Зі сер. 17 до сер. 19 ст. Хоч в сер. 16 ст. на Кавказі і на С. почалися впливи Москви і з поч. 18 ст. С. входила номінально до складу Рос. Імперії, та хоч уже в 16 — 17 вв. почалася коз. колонізація (на зах. донських, на сх. терських козаків), однак центр. положена С. була лише слабо заселена кочовими ногайцями і калмиками (приблизно 80 000), а на передгір'ї кавказькими верховинцями — карачаївцями й черкесами; тільки зрідка на С. заходили «уходники». До тривкого заселення С. дійшло щойно за останньої чверті 18 ст. у зв'язку з будовою рос. урядом однієї з кавказьких оборонних (перед кавказькими верховинцями) ліній — Моздоцько-Азовської (1777 — 80) з центром у Ставрополі (1777). Для служби на ній переселено хоперських (з Дону) і волзьких козаків. Незабаром при укріпленнях виникли коз. станиці й садиби вояків, які закінчили службу. 1785 °C. увійшла до складу Кавказької області, з 1802 — губ., перейменованої (по різних змінах) 1847 на Ставропольську губернію По відокремленні від неї 1861 Терської області межі С. губ. остаточно усталилися. На відміну від Кубанської і Терської області Ставропольщина (з 1898) не входила до складу Кавказького краю.

## Населення

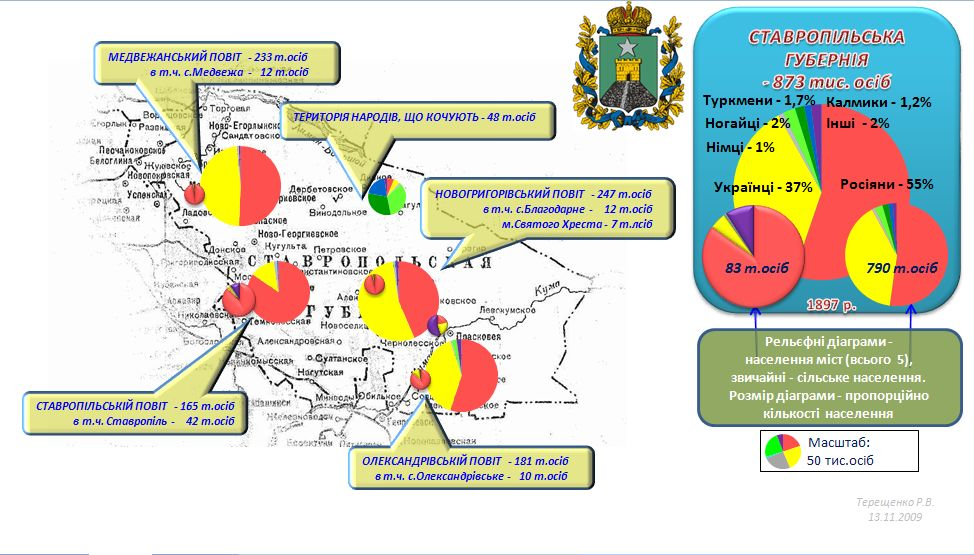
Населення Ставропільської губернії, 1897

Російський уряд був зацікавлений у швидкому заселенні Ставропольщини також тому, щоб мати тут базу (людську і харчову) для кавказьких воєн. Для цієї мети він роздав найкращі землі російським поміщикам (зокрема і кн. Вяземським, Безбородькам і Чернишовим, графам Воронцовим), які їх заселювали кріпаками. Але значно сильнішим від поміщицької колонізації було спонтанне поселення селян, яке влада легалізувала указом 1804, даючи пільги всім, що оселювалися на С. Початки колонізації були важкі через часті посухи, сарану, пошесні хвороби (зокрема чуму). Панівною була перелогова хліборобська система (розорано лише 10% усіх земель), гол. збіжжям були озима і яра пшениця, далі — овес і ячмінь. Збіжжеві продукти йшли на самопостачання і для війська (експорт був ускладнений труднощами транспорту). Натомість з С. вивозили велику рогату худобу (її гнали аж до Москви), коні, вовну, шкіру; відомі були ярмарки свійських тварин у Ставрополі. Населення С. на кін. 1850-х pp. зросло до 340000 (5,5 осіб на 1 км²); єдиним м. був Ставрополь (на поч. 19 ст. — 3 000, 1853 — 17 600 мені.). Найгустіше були заселені степи між Єгорликом і Калаусом та долина Калаусу. Соц. склад населення С. разом з Терщиною був у 1853 такий: 48,7% козаків, 32,0% держ. селян, 16,2% кочовиків, 3,1% поміщицьких селян та ін.
Значний приріст населення почався по скасуванні кріпацтва. На С. іммігрували тоді переважно з України — Лівобережжя й Катеринославської губернії., далі з мішаних рос.-укр. губ. — Воронізької і Курської та з майже суто російської Орловської. На початку 20 ст. серед іммігрантів українці становили 49,5%, росіяни — 36,6%.
Зростання населення Ставропілля.
| Рік перепису | Населення | Відносна зміна чисельності населення Ставропольщини, % | Відносна зміна чисельності населення Кубані, % |
| ------------ | --------- | ------------------------------------------------------ | ---------------------------------------------- |
| 1867         | 349 000   | 100                                                    | 100                                            |
| 1897         | 873 000   | 253                                                    | 516                                            |
| 1914         | 1 150 000 | 340                                                    | 834                                            |

1897 — 9% населення жило у м. Тоді, за переписом населення, українці становили 36,6% усього населення (серед сільського — 39,9%), росіяни — 55,3%; серед ін. переважали кочовики (ногайці, калмики і туркмени), яким віддано сх. і півн.-сх. частину С. Т. ч. С. стала мішаною рос.-укр. територією.
Разом зі зростанням населення дійшло до далекосяжного розорення цілини; переважала трипільна система хліборобства; урожайність була невелика — 0,7 т зерна з 1 га. С. мала тоді не лише надвишки продуктів тваринництва (рогатої худоби і вовни; при чому, замість грубошерстих овець, щораз більше було тонкорунних), але й пшениці (1913 — 0,8 млн т). Вивіз улегшувала будова залізниць: Ростов-на-Дону — Владикавказ (1875), Кавказька — Ставрополь (1897) і Пелагіяда — Винодільне (1916). Промисловість, майже винятково харчова, була слабко розвинена.
С . з 1917 . По революції 1917 °C. порівняно з сусідніми Доном, Кубанню, Тереком відогравала під час громадянської війни пасивну ролю, бо в цих останніх завдяки активності коз. військ були створені власні автономні держави. З кін. 1917 До поч. 1920 °C. була територією війни між Рос. Добровольчою Армією і більшовиками. У січні 1918 на С. постала як складова частина РРФСР т. зв. Ставропольська сов. респ.; від сер. 1918 до поч. 1920 °C. володіли білі, пізніше закріпилася сов. влада. С. увійшла до складу великої адміністративно-тєриторіяльної одиниці Півн. Кавказу, який 1924 — 30 був поділений на округи, при чому кол. С. губ. охоплювала С. округу та частини Терської, Армавірської і Сальської. У 1937 — 43 °C. була основною частиною Орджонікідзівського краю, 1943 оформлено С. край, до якого увійшла і К.-Ч. А. О. Від літа 1942 до поч. 1943 майже вся С. була окупована нім. військом.
Еволюція політ., екон. і демографічних відносин була на С. за радянських часів така сама, як у всьому СРСР, зокрема в РРФСР.
Людність. Після втрат 1917 — 20 і голоду 1922 — 23 кількість населення С. у 1926 була така, як до війни: 1914 — 1,15, 1926 — 1,2 млн меш.; міська людність 1926 становила 8%.
Нац. склад населення не зазнав порівняно з 1897 більших змін, як видно з таблиці:
|              | чисельність, тис осіб | Відношення у 1926, % | Відношення у 1897, % |
| ------------ | --------------------- | -------------------- | -------------------- |
| Вся людність | 1 230                 | 100                  | 100                  |
| росіяни      | 700                   | 56,9                 | 55,3                 |
| українці     | 460                   | 37,4                 | 36,6                 |
| інші         | 70                    | 5,7                  | 8,1                  |

Серед інших національностей було: 21 000 німців (гол. у Благодарненському, Винодільнянському і Невинномиському рнах), 7 000 вірменів, 3 000 греків. Розміщення українців (див. карта на 1220 стор.) було нерівномірне. Найменший відсоток (5 — 10%) вони становили у півд.-зах. частині С., здовж кол. оборонної лінії Моздок — Ставрополь — Азов, де оселювано у 18 ст. коз. і рос. поселенців; найбільший — у півн.-сх., заселеній переважно у другій пол. 19 ст., коли серед іммігрантів переважали українці. Основою зростання населення у 20 ст. був природний приріст, бо імміграція малощо перевищувала еміграцію; серед іммігрантів (за переписом 1926) переважали вихідні з укр. земель.
Зміни населення після 1926 виявляли на С. ті самі фази, що й на ін. укр. землях (хоч не були аж так виразні): сер. приріст до 1931 і у 1935 — 40, спад у 1932 — 34 (голод) і 1942 — 45 (війна), та значний приріст по 1945. Ввесь час підвищується відсоток міської людности. Зміни населення С. к. (без К.-Ч. А. О.) за переписами чи приблизними даними такі (у дужках відсоток міськ. населення; ч. на 1939 перебільшене).
Населення у тис. | На 1 км²
Рік | Все | Міське | Сільське | Все | Сільське
1926 | 1 500 | 226 | (15,2) | 1274 | 22,6 | 19,2
1939 | 1 513 | 312 | (20,6) | 1 201 | 22,8 | 18,2
1959 | 1 605 | 522 | (32,5) | 1 083 | 24,2 | 16,3
1970 | | 1 961 | 867 | (44,1) | 1 094 | 29,6 | 16,4
1976 | 2 063 | 1017 | (49,2) | 1046 | 31,0 | 15,8
На зростання населення впливає далі гол. природний приріст, менше — позитивний Баланс мандрівок: за 1968 — 69 — 16 900 осіб (0,7% всієї людности).
Густота сіль, (і всієї) людности (див. карта на 1218 стор.; дані дещо застарілі) залежить від геогр. умов: вона найменша (2 — 8 осіб на 1 км²) у смузі пустинного Степу, сер. (8 — 25) у смузі Степу, вища (25 — 50) на добре зрошеному передгір'ї й у долинах рік Куми і Калаусу, доходить до 100 в районі Кавказьких Мінеральних Вод. За останні десятиліття зросло сіль. населення у посушливих районах завдяки поступові іриґації. Села С. переважно багатолюдні і розміщені у долинах рік. Найбільшим скупченням м. є район Кавказьких Мінеральних Вод (ч. меш. у тис. на 1973 — 75): П'ятигорськ (101), Кисловодськ (91), Єсентуки (66), Мінеральні Води (59); ін. важливіші розкинені м.: Ставрополь (233), Невинномиськ (92), Будьонновськ (кол. Прикулськ; 38).
Сучасні нац. відносини на С. не відомі. За сов. переписами 1959 і 1970, українці мали б майже зникнути (ч. для С. к. без К.-Ч. А. О.):
1926 | 1959 | 1970
1 000 | % | 1 000 | % | 1 000 | %
Все населення | 1 500 | 100,0 | 1605 | 100,0 | 1961 | 100,0
у тому ч.:
українці | 491 | 32,8 | 39 | 2,4 | 49 | 2,5
росіяни | 932 | 62,1 | 1466 | 91,4 | 1 760 | 90,0
інші | 77 | 5,1 | 100 | 6,2 | 152 | 7,5
Не заперечуючи русифікації українців за межами УРСР, спричиненої насамперед позбавленням українців усіх нац. прав (див. стор. 2 647), трудно уявити, щоб процес русифікації за одне покоління пішов аж так далеко, тим більше, що у низці районів українці значно переважали. Зникнення українців — це скорше статистична маніпуляція, яка має довести, що українців за межами УРСР майже немає. За переписом 1970, на 48 700 українців ледве 24 300 подало українську мову як рідну. Крім того, 9200 нею володіло, а 15400 її не знало.
Народився господарство. До поч. 1930-х pp. С. була аґрарною країною з надвишкою с.-г. продуктів (гол. пшениці і вовни) тепер — має пром.-с.-г. характер. 1940 продукція промисловості зросла порівняно з 1914 у 20 разів, 1974 порівняно з 1940 — У 12.
Розвиткові сіль. господарства перешкоджає посушливість підсоння і маловодність річок, чому частково протидіє штучне зрошення. Кол. степ розораний, за винятком пустинного. На поч. 1950-х pp. рілля займала 1/2 всієї площі, у 1950-х pp. розорано чималі масиви цілинних степів, так що 1974 (ч. для С. к., без К.-Ч. А. О.) рілля становила 63% всієї площі; ін. вгіддя: пасовища — 22%, сіножаті — 3%, ліси й чагарники — бл. 2%, ін. (сади, виноградники) — бл. 2%; невжитки — бл. 10%. У більшості районів рілля становить 60 — 80%, у півпустинних степах до 20% (тут переважають пасовища — від ⅓ до ½ всієї площі). Посівна площа становила на 1974 — 4073000 га; порівняно з 1913 зросла у 1,5 рази, але зменшилася порівняно з 1965 (4 567 000 га), коли розорано і непридатні для хліборобства землі. Зміна структури посівної площі така, як в Україні і в усьому СРСР (У %):
1913 | 1955 | 1974
Зернові | 94,0 | 62,0 | 55
Кормові | 0,4 | 29,2 | 36
Технічні | 4,0 | 6,4 | 7
Ін. їстівні і картопля | 1,6 | 2,4 | 2
Серед зернових 70% становить озима пшениця (у 1950-х pp. — 60%; 1896 — 62,5%, у тому ч. 46% озима і 16,5% яра), 13% — ячмінь, по 4% кукурудза (частка її значно зменшилася порівняно з 1950-ми pp.), овес і просо. Пересічний річний заг. збір усіх зернових за 1970 — 74 — 4,3 млн т (у тому ч. 3,0 млн т пшениці), з 1 га — 19,5 центнерів (1956 — 60 — 13,0; 1913 — 8,5). Гол. техн. культури: соняшник (70% площі всіх техн.; пересічний річний збір за 1970 — 74 — 206 000 т), а також цукровий буряк, рицина, коріянд, соя та ін. Під садами було 61400 га (гол. у зах. і півд.-зах. частині), під виноградниками — 17500 га (у долині р. Куми).
Тваринництво 1974 дало 58% заг. продукції сіль. господарства. Поголів'я (С. к., без К.-Ч. А. О.) у млн: велика рогата худоба 1,1 (40% всіх умовних свійських тварин), у тому ч. 0,36 корів, 5,8 (48%) овець і кіз, 0,9 (6%) свиней, бл. 10 (6%) свійської птиці; велика рогата худоба молочно-м'ясної породи. Вівчарство С. має всесоюзне значення (11% поголів'я тонкорунних мериносів всього СРСР); воно поширене на всій С.; найбільшу ролю відограє у центр, і зокрема сх. частині. Овець випасують у великих отарах по 600 — 1 000 штук, їхня кількість зростає (1916 — бл. 2 млн, 1960 — 5,3).
Для сіль. господарства велике значення має штучне зрошення; площа зрошених земель зросла (у тис. га) з 44 у 1950 до 65 у 1960, 167 у 1970 і 211 у 1974; зрошених пасовищ до 1,5 млн га. Основні обводнювально-зрошувальні системи: Правоєгорлицька, Терсько-Кумська, Ізобильненська, Кумська та Ставропольський і Невинномиський канали.
У структурі промисловості гол. ролю відограє харч. (1974 — 29,3%, 1966 — 37,8% заг. пром. продукції) і легка (21,8 і 23,7); щойно у 1950-х pp. розвинулася машинобудів. і. металообробна (17% і 12%), хім. (13,4%) та електроенергетична промисловість, які становлять ⅓ всієї продукції (1966 — 19%). 1974 в С. к. вироблено 9 385 млн квт-год. електроенергії (1940 — 58 млн квт-год.). Заг. потужність електростанцій 2240 міліват. Найпотужніші гідроелектростанції: Невинномиська і Ставропольська.
Харч. промисловість переробляє місц. сировину, вона розміщена в усьому краю. Гол. її галузі: м'ясна (Ставрополь, П'ятигорськ, Кисловодськ, Георгієвськ, Єсентуки, Невинномиськ, Будьонівськ, Мінеральні Води та ін.); мукомольна (Ставрополь, Невинномиськ, Георгієвськ, Будьонівськ, Ізобильний); плодово-консервна (Георгієвськ, Єсентуки, Ізобильний); олійна (Невинномиськ, Георгієвськ); виноробна та ін. Гол. зав. машинобудів. і машинообробної промисловості: с.-г. машин у П'ятигорську, авторемонтний у Невинномиську та у Ставрополі: «Електроавтоматика», автопричепів, інструментальний та ін. Газова і нафтова промисловість постала щойно у першій половині 1950-х pp. 1974 видобуток газу дійшов до 13 млрд м3 або 5% всесоюзного (гол. район Півн.-Ставропільський), нафти — до 7 млн т, або 1,5% всього СРСР (гол. на сх. С., поблизу р. Куми). Ставропільський газ іде газопроводом (через Ростов) на Україну, до Москви і Ленінграду; нафта транспортується нафтопроводом Затеречний — Ґрозний. На базі видобутку нафти розвинена нафтохім. промисловість у Нафтокумську і Затеречному; ін. галузі хім. промисловості: азотовотуковий комбінат у Невинномиську, зав. хім. реактивів і люмінофорів у Ставрополі й ін. Ін. галузі промисловості: легка — текстильна (зокрема Невинномиська фабрика), швейна (Ставрополь, Кисловодськ, П'ятигорськ, Єсентуки) і взуттєва (Ставрополь, П'ятигорськ); будів. матеріалів: зав. залізобетонних виробів (Ставрополь, П'ятигорськ, Мінеральні Води), стінних матеріалів і керамзиту (Ставрополь); невелике значення має деревообробна і мебльова промисловість.
Група курортів Кавказькі Мінеральні Води.
С. ще незадовільно забезпечена зал. (довжина 846 км або ледве 1 км на 100 км²). Півд.-зах. С. перетинає електрична Півн.-кавказька зал. — Ростов на Дону (вона сполучає С. з Кубанню й Україною), від якої відходять бічні лінії: Георгієвськ-Будьонновськ і Мінеральні Води-Кисловодськ; на півн. зах. С. гол. залізниця Кавказька — Дивне — Еліста з відногами до Ставрополя і Благородного. Довжина автострадної мережі 11 500 км, серед них: Москва — Ростов — Баку, Ставрополь — Теберда, Ставрополь — Дивне, П'ятигорськ — Нафтокумськ, — Черкеськ.
На С. можна виділити такі екон. райони: півн.-зах.: основний пром. район, надвишка зерна і тваринництва, гол. м.: Ставрополь і Невинномиськ; центр.: важливий с.-г. район (зерновий, вівчарство), різноманітна промисловість, гол. м. Будьонновськ; сх.: вівчарство, видобуток нафти, гол. м.: Нафтокумськ і Затеречний; півд. — курортний: курорти, харч. і легка промисловість, продукція зерна і тваринництва, гол. м.: П'ятигорськ, Кисловодськ, Єсентуки, Желєзноводськ.